# Weidach (Gemeinde Leutasch)
Weidach ist ein Dorf in Nordtirol und Gemeindeteil von Leutasch im Bezirk Innsbruck-Land, Tirol.

## Geographie

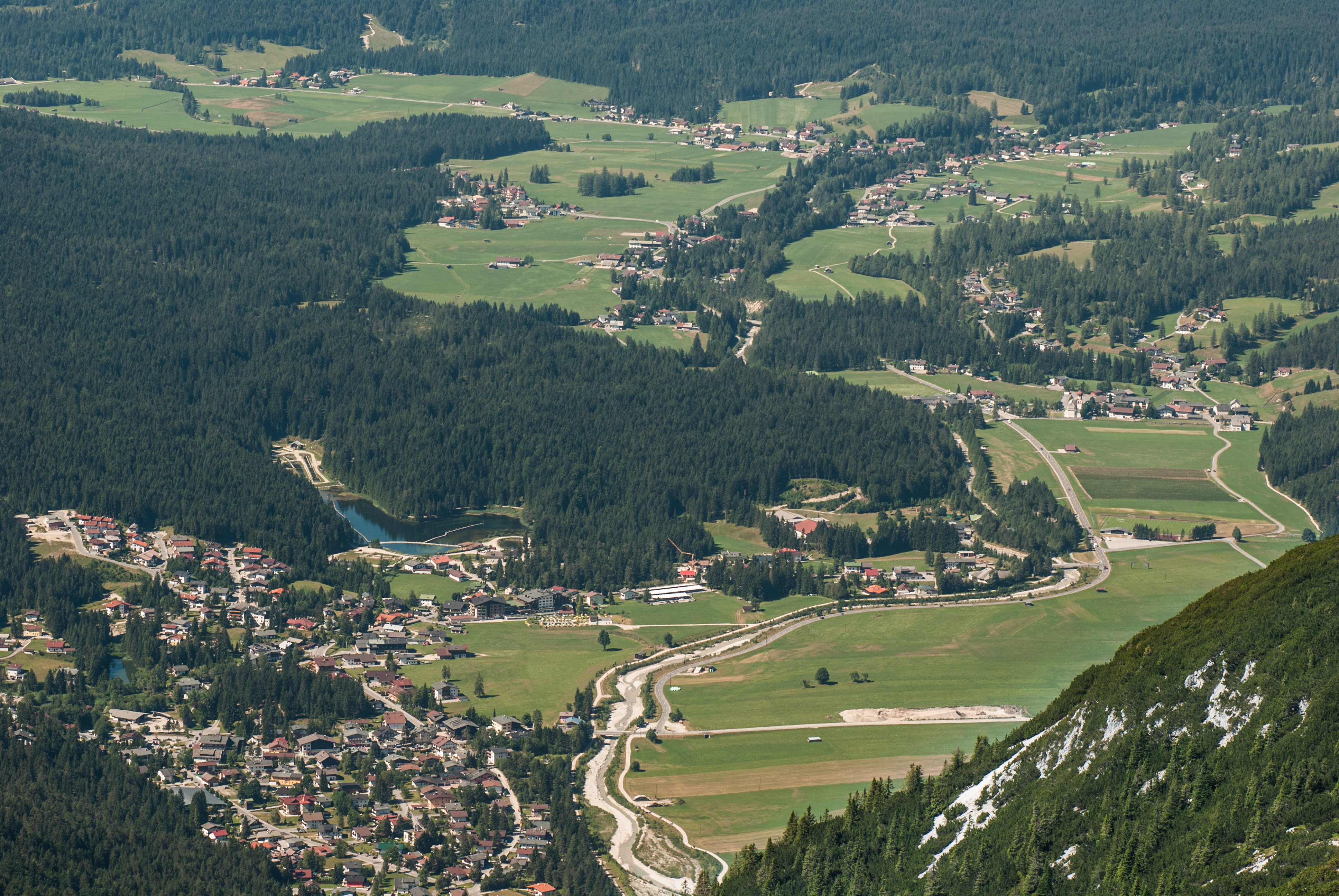
Blick von der Arnplattenspitze auf Oberleutasch

Der Ort liegt im Leutaschtal, 20 Kilometer nordwestlich von Innsbruck, dort, wo die Leutasch Straße (L 14) von Seefeld herabkommt.
Der Ort umfasst die Ortsteile Oberweidach achaufwärts von der Landesstraße und Unterweidach achabwärts, und drei heute schon vollständig verwachsene Ansiedlungen, den Weiler Seewald am Westende beim See und die Rotte Kreith im Süden, und die Siedlung Föhrenwald an der Ache, zusammen etwa 350 Gebäude.
Während Kirchplatzl der alte Dorfkern von Oberleutasch ist, ist Weidach das sich derzeit entwickelnde Zentrum des Orts.
Nachbarorte
| Kirchplatzl | Gasse                                       | Lehner |
|             | Kompassrose, die auf Nachbargemeinden zeigt | Ahrn   |
|             | Neuleutasch                                 |        |

## Infrastruktur
Der Ort gehört zur Tourismusregion Olympiaregion Seefeld.
Hier liegt die Spielpark Leutasch mit der 1200 m langen Sommerrodelbahn, diversen Badeeinrichtungen und Streichelzoo,  sowie der 3-er-Sessellift Kreithbahn und der Schleifer Xanderlift als kleines Schigebiet (Katzenköpfe, 1480 m ü. A. und 1478 m ü. A.).
Der Weidachsee westlich des Orts ist kein Badesee, sondern Fischteich und Angelgewässer. Die Fischzucht ist schon im Jahr 1504 im vom deutschen König  Maximilian I. in Auftrag gegebenen Fischereibuch des Innsbrucker Jagdschreibers Wolfgang Hohenleiter erwähnt.